# Национални парк Бутринт
Национални парк Бутринт (алб. Parku Kombëtar i Butrintit) је национални парк у јужном делу Албаније, стациониран 18 km од града Саранде у рејону Валона. Парк се простире на површини од 94.244 km² и налази се на брдовитом терену са великим бројем језера, мочвара, слатина, травњака, острва и преко 1200 биљних и животињских врста. Под управу и заштиту Националног парка Бутринт спадају сва језера и лагуне у Бутринту, природни канал Вивари, острво Ксамил и археолошко налазиште које пружа вредне остатке древних цивилизација.
Парк Бутринт стациониран је на источној обали крфског мореуза, на крајњем југу Албаније, где је окружен језерима Бутринт и каналом Вивари, који повезује језеро Бутринт са Јонским морем. На простору парка преовлађује средоземна клима на коју утиче непосредна близина мора. Зиме су благе а лета топла, са доста падавина.
Археолошко наслеђе Бутринта је једнод од највећих и најважнијих археолошких налазишта у Албанији и оно садржи различите предмете и структуре које потичу из бронзаног доба, све до средњег века. Бројни споменици су и даље присутни, укључујући градске зидове, касне античке крстионице, базилику, римски амфитеатар и два замка. Поред археолошких остатака, место древног града налази се у природном окружењу, са комплексним екосистемом који зависи од оближњег језера и канала који одводи језеро у Јонско море. Управо ова комбинација историјских споменика и природног окружења чине Национални парк Бутринт културно—природним спомеником.
Међународна унија за заштиту природе уврстила је парк у другу категорију заштите. Године 1992. Национални парк Бутринт приступио је у Унеско и увршћен је у листу светксих баштина. 
Лагуна је даље препозната као мочварно подручје од међународног значаја означена од стране Рамасарске конвенције. Језеро Бутрин је важна област на којој је распрострањен велики број биљних и птичијих врста од међународног значаја.

## Администрација парка
Национални парк Бутринт је основан са уредбом број 82, 2. марта 2000. године како би се очували природни екосистем и предео, биљни и животињски свет и култуно наслеђе. Територија парка је проширена више пута све док није достигла своју садашњу величину, 2005. године. Парком управља дирекција подређена од стране Министарства животне средине Албаније, чије је седиште у Саранди.
Парк је постао центар културе и природе Албаније, а уз помоћ Бутринт фондације, Светске банке и Унеска, ситуација парка се значајно побољшала, па је Унеско уклонио Бутринт 2005. године са листе угрожених подручја светске баштине.
Парк је основан од стране Министарства културе Албаније у сарадњи са Унеском, Информационом центром за студије о очувању и рестаурацији културних добара и у сарадњи са Међународним већем за споменике и градове. Намера је била да се створи одрживи ресурс културног наслеђа који укључује локалне заједнице и националне институције, да служе као модел за друге паркове широм земље.
Данас је овај национални парк главни центар за школе археологије и конзервације које је организовала Бутринт фондација у партнерству са албанским институтима археологије и споменика, страним универзитетима и међународним стручњацима и консултантима. У оквиру парка постоји активан програм догађаја у позоришту, концерти и наступи, као и програми за локалне школе и колеџе. Године 2010, власти су срушиле преко 200 илегалних објеката у селу Ксамил, који су прекршили главни план и интегритет Националног парка Бутринт.

## Географија
Национални парк Бутринт простире се на површини од 94.244 km² и налази се у Валона рејону, на југу Албаније, дуж Јонског мора. Парк се налази 18 km јужно од града Саранде и пет километара северно од границе између Албаније и Грчке. По Кепеновој класификацији климата, парк обухвата средоземна клима, са слабим зимама и кишним и топлим летима. Парк има 1500 mm падавина просечно током године.
Парк Бутринт је део разноврсне хидрографске мреже, састављен од токова неколико река, лагуна и језера. Реке су кратке, стрмог дна и карактеришу их велике дубине. Парк обухвата језеро Бутрин на северозападу, језеро Буфи на југоистоку, реку Бистрицу на северу, планину Мил на западу и реку Павло на југу.
Језеро Бутринт је највеће језеро у парку и његов водни режим је типичан за приобалну лагуну. Дугачко је 7,1 km, док је ширине 3,3 km, површине 16,3 km². Канал Вивари повезује језеро са Јонским морем. Језеро Буфи се налази на два метра надморске висине и повезано је са југоистичне стране са језером Бутринт.

## Флора
Због различитих геолошких, хидролошких услова и различитих типова станишта, локација парка је такође један од главних разлога за велики број различитих животињских и биљних врста. Парк спада у фитогеографски оквир унутар илирских листопадних шума, средоземне вегетације. 
Доступност воде у рекама, језерима и мочварама, под утицајем конфигурације терена, има велики утицај на биодиверзитет овог подручја. У парку је настањено између 800 и 900 врста кичмењака, што је 27% свих врста кичмењака у Албанији.
Плитке приобалне лагуне су камените, а дубина воде у парку је већа него у другим областима. Прекривене су са густом травом, трском и широколисним рогозом. 
Постоје и подводне утрине у су најзаступљеније врсте Zostera noltei и Ruppia cirrhosa. У оквиру археолошког налазишта, јужних и источних падина Сотире, највећа подручја заузимају зимзелене шуме. На већим надморским висинама преовлађују црника и ловор, који превладавају преко других биљака, укључујући пољски брест, пољски јасен, и храст. У парку су настањене и врсте попут црвеноцветне купине, белог глога, зимзелене руже, бршљана и италијанског клематиса. Поред њих, доста распрострањене су и шпаргла, обична броћика, љутић и Lythrum anceps.

## Фауна
У парку је настањено више од 39 врста сисара, 246 врста птица, 25 врста гмизаваца, 10 врста водоземаца и 105 врста риба. Распоред сисара по подреду је следећи : 5 бубоједа, 9 слепих мишева, 12 глодара, 1 врста двозубаца, 7 Fissipedia, 2 папкара, 2 кита и једна врста перајара.
Шуме су насељене врстама као што су: куна белица, риђа лисица, дивља свиња, обични шакал, европски зец и видра. Вук је настањен на овом просторима само током зиме. На пашњацима настањена је мала ласица и Microtus levis. У парковим топлим тропским водама настањени су : кљунасти делфин, обични делфин и пругасти делфин. Било је извјештаја о присутности и средоземне морске медведице, која је настањивала стене и пећине.
Због близине мора, језера и реке посећује и настањује 105 врста риба. Неке од врста риба које настањују су караш, ципол главаш, ципал путник, европска јегуља, ослић и многе друге.
У парку је по попису настањено 246 врста птица, а половина њих се овде и гнезди. Неке од врста које настањују парк су сури орао, сиви соко, јаребица камењарка, вуга и обични мишар. Заливи и естуари дуж мора су зимске дестинације за велики број врста птица. Влажна подручја служе као места храњења и одмора за риђоглаву патку, великог вранца, ћубастог гњурца, лиску и речног галеба. Пашњаци и ливаде уз реке или језера су станишта за барску кокицу, барског петлована, пољску еју, еју мочварицу, Moustached warbler и сеницу вугу. Мочварна подручја настањује мала бела чапља, сребрни вивак, златни вивак и црнотрба спрутка. Већина птица водарица сконцентрисане су у приобалним деловима и мочварама, као што су велика царска шљука, црвеноноги спрудник и дугокљуна чигра.
У парку је документовано је 10 врста водоземаца, иако ове врсте постоје у великом броју, углавном насељавају шуме и грмље. Најчешће врсте водоземаца настањене у парку су шарени даждевњак, велики мрмољак, обична крастача, грчка жаба и дугокљуна чигра. Разноликост гмизаваца у парку такође је богата, виша од било које друге заштићене области у Албанији. Укупно је пописано 25 врста, а неки од њих су балкански зелени гуштер, слепић и смук.

## Археолошко и архитектонско наслеђе
Богата историја Бутринта оставила је важне трагове преко територије парка. Главни архитектонски споменици у парку укључују римки амфитеатар, Дионисов олтар, римске терме, гимназијум, антички трг, акведукт храмове Минерве и Асклепија, Лавља капију и крстионицу, која је под заштитом Унеска од 1992. године.
Римски амфитеатар Бутринт спада међу најстарије објекте у парку и налази се у непосредној близини Вивари канала. Изграђен је у 3. веку п. н. е, а верује се да је прављен на темељима још старијег објекта. За време Римске републике реновиран је и проширен више пута. Дворана је такође проширена како би се у то време прилагодило растућој популацији града.
Али пашин замак такође се налази у оквиру парка, на ушћу Вивари канала и именован је по Али-паши Јањинском, који је владао Јањским пашалуком на овом поднебљу. Замак је правоугаоног облика, са разбијеним зидовима. На угловима постоје две куле са топовима окренутим према мору и две квадратне куле са друге стране.
Лавља капија била је један од шест улаза у град и она се такође налази у оквиру парка, а сматра се да је настала у 4. веку п. н. е. На зидовима се види лав, који се спрема да поједе бика. Лав симболизује становнике града и бика као своје непријатеље. Врата имају врло уски пролаз да би се онемогућило да велики број људи у исто време прође кроз њих.
У западном делу парка налази се острво Ксамил, које је доста одаљено и до њега се једино може стићи чамцем или бродом. У водама дуж острва примећен је обични делфин и кљунасти делфин.

## Галерија
- Плажа на острву Ксамил
- Језеро Бутринт и Вивари канал
- Корњача emys orbicularis
- Плажа Варвара
- Остаци римског амфитеатра

- Остаци старих здања у парку
- Купола замка из парка
- Топ уперен ка Вивали каналу и мору